# Anthony Amado
Anthony Stanley Amado (* 28. února 1963 Topeka, USA) je bývalý americký reprezentant v zápase. V roce 1988 startoval na letních olympijských hrách v Soulu, kde v zápase řecko-římském ve váhové kategorii do 57 kg vypadl ve čtvrtém kole. V roce 1986 obsadil 9. a v roce 1987 4. místo na mistrovství světa.